# Charles H. Baldwin
Charles H. Baldwin, född 3 september 1822 i New York, död 17 november 1888, konteramiral i amerikanska flottan som deltog i mexikansk-amerikanska kriget och amerikanska inbördeskriget.
Han var född i New York och gav sig in i flottan 1839. Han tjänstgjorde i mexikansk–amerikanska kriget på fregatten Congress. Under amerikanska inbördeskriget hade han befäl över ångfartyget Clifton i granatkastarflottiljen vid passagen mellan Fort Jackson och Fort St. Philip, söder om New Orleans, Louisiana, och i den första attacken i Slaget vid Vicksburg.
Han blev befordrad till konteramiral 1883, och var den officiella representanten för USA vid kröningen av Alexander III, tsaren av Ryssland.